# Morgan Guilavogui
Morgan Bono Guilavogui (* 10. März 1998 in Ollioules) ist ein guineisch-französischer Fußballspieler. Er steht seit Juli 2025 zum zweiten Mal in seiner Karriere beim RC Lens unter Vertrag.

## Karriere

### Verein
Guilavogui wurde in der Jugendabteilung der AS Saint-Étienne und bei Sporting Toulon ausgebildet. In Toulon wurde er ab 2016 noch als Jugendspieler in der fünftklassigen U19-Mannschaft eingesetzt. Ab 2017 spielte er in der Ligamannschaft in der viertklassigen National 2.
Am 17. Mai 2020 unterschrieb Guilavogui einen Vertrag beim Zweitligisten Paris FC. Nach drei Jahren in der französischen Hauptstadt wechselte er im Sommer 2023 zum RC Lens.
Zur Saison 2024/25 wechselte Guilavogui für ein Jahr auf Leihbasis in die Bundesliga zum FC St. Pauli. Unter Alexander Blessin kam er für den Aufsteiger auf 25 Ligaeinsätze (21-mal in der Startelf), in denen er sechs Tore zum Klassenerhalt beitrug.
In der Sommerpause 2025 zog der FC St. Pauli die vereinbarte Kaufoption. Jedoch zog der RC Lens seinerseits die Rückkaufoption, wodurch Guilavogui zur Saison 2025/26 zu den Franzosen zurückkehrte. Dort gilt sein Vertrag bis zum 30. Juni 2027.

### Nationalmannschaft
Guilavogui, der guineische Wurzeln hat, debütierte am 12. November 2021 beim torlosen Unentschieden im WM-Qualifikationsspiel gegen die Auswahl Guinea-Bissaus in der guineischen Nationalmannschaft.

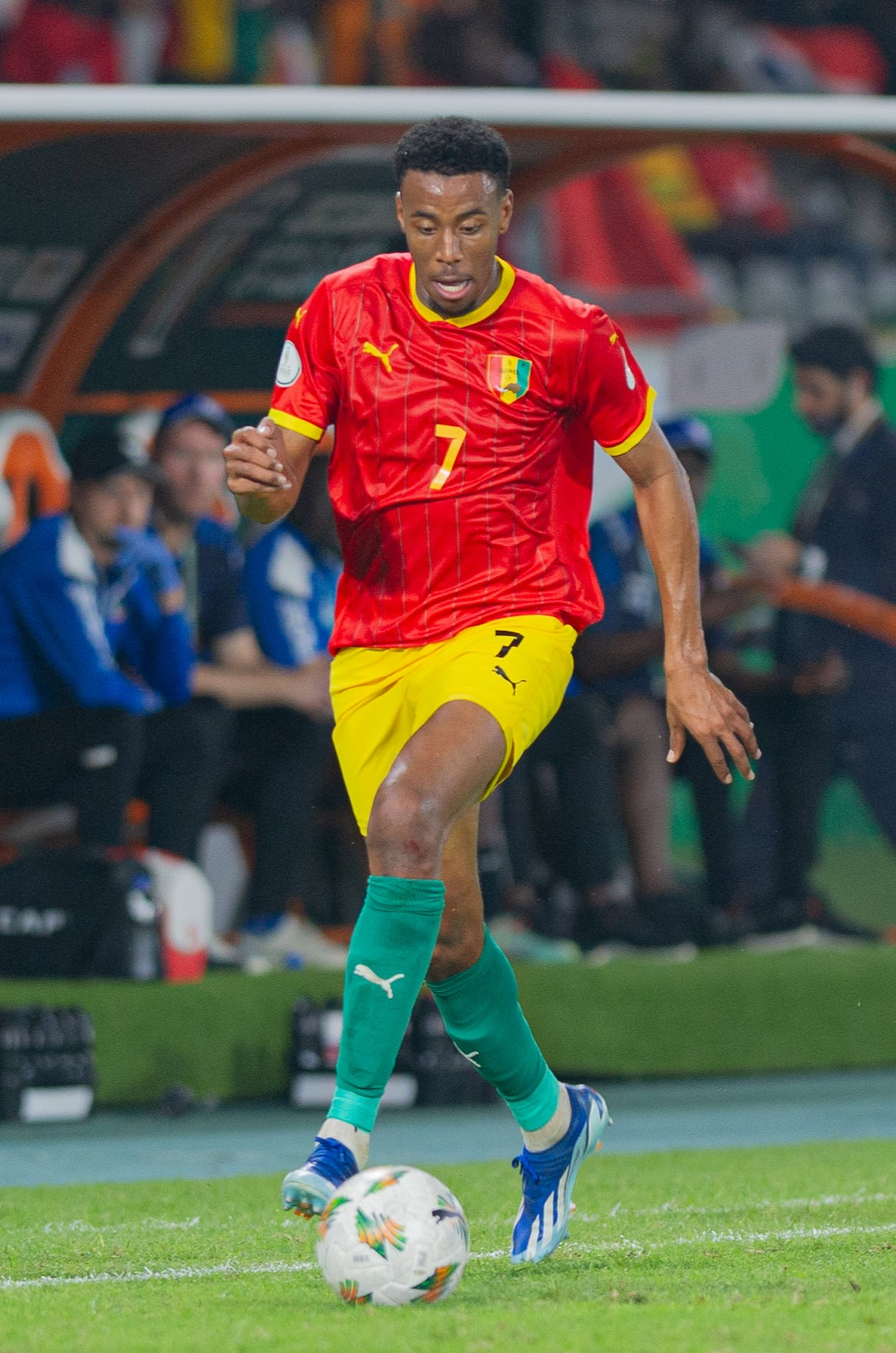
Guilavogui in der Nationalmannschaft

Am 22. Dezember 2021 wurde er in den 27-köpfigen guineischen Kader für die Endrunde des Afrika-Cup 2022 berufen. Dort kam er in der Vorrundenpartie gegen den späteren Gewinner Senegal und im Achtelfinalspiel gegen Gambia zum Einsatz.

## Persönliches
Guilavogui ist der jüngere Bruder des französischen Nationalspielers Josuha Guilavogui.